# Dendrobium aureilobum
Dendrobium aureilobum är en orkidéart som beskrevs av Johannes Jacobus Smith. Dendrobium aureilobum ingår i släktet Dendrobium, och familjen orkidéer. Inga underarter finns listade i Catalogue of Life.